# Legio VI Herculia
Legio VI Herculia (VI Геркулесів легіон) — римський легіон часів пізньої імперії. Отримав назву на честь другого імені імператора Максиміана.

## Історія
Створений у 296 році імператором Діоклетіаном для захисту новоствореної провінції Паннонія II. Розташовувався у фортецях Тевтібаргіума (сучасне м.Вуковар, Хорватія), Мурса (сучасне м.Осієк, Хорватія), Бононія (сучасне м. Баностор, Сербія), Ад Мілітар. Виконував завдання другої лінії для підтримки лімітанів (прикордонних військ) V Юпітерового легіону.
На початку IV ст. значна частина легіону перемістилася до фортеці Ад Мілітар (сучасне м.Батіна, Хорватія). Значення легіону дещо змінилося. Тепер він частіше став виконувати завдання лімітанів.
Відповідно до Переліку почесних посад (Notitia Dignitatum) у 400 році розташовувався в фортеці Монс Ауреус (сучасне м.Смедерево, Сербія) та Онагрін. Вексиларії легіону отримали статус псевдокомітатів (польової піхоти). Перестав існувати внаслідок війн з свевами, гепідами, ругами та остготами до середини V століття.